# Kokkaranahosahalli, Nagamangala
Kokkaranahosahalli là một làng thuộc tehsil Nagamangala, huyện Mandya, bang Karnataka, Ấn Độ.